# 15028 Soushiyou
15028 Soushiyou este un asteroid din centura principală de asteroizi.

## Descriere
15028 Soushiyou este un asteroid din centura principală de asteroizi. A fost descoperit pe 26 octombrie 1998 la Nanyo de Tomimaru Okuni. Asteroidul prezintă o orbită caracterizată de o semiaxă mare de 2,44 ua, o excentricitate de 0,15 și o înclinație de 3,8° în raport cu ecliptica.